# Philippe Rondot
Philippe Rondot (* 5. Oktober 1936 in Nancy; † Dezember 2017) war ein französischer General und eine Säule des französischen Nachrichtendienstes.

## Biographie
Rondot wurde als Sohn eines Generals und Veteran der Fallschirmjägerkommandos geboren und besuchte die École Spéciale Militaire de Saint-Cyr, wo er politische Soziologie studierte. 1965 trat er den "special services" bei, dem militärischen Zweig der DGSE.
Rondot arbeitete als einer der besten französischen Spezialisten für die arabische Welt bereits beim Vorläufer der heutigen DGSE, dem Service de Documentation Extérieure et de Contre Éspionnage (SDECE), bei dem er später entmachtet wurde. Von dem gaullistischen Innenminister Charles Pasqua wurde er für die französische Spionageabwehr DST, später dann für die DGSE tätig, zwei traditionell rivalisierenden Geheimdiensten. Er hat unterschiedliche Verteidigungsminister, sowohl der Rechten (z. B. François Léotard (1993–1995) und Charles Millon (1995–1997)), wie der Linken (z. B. Pierre Joxe (1991–1993) und Alain Richard (1997–2002)) beraten. Obwohl Rondot von seinen früheren Kollegen und Mitarbeitern als einer der Wenigen beschrieben wird, der weder als Gefolgsmann der Rechten, noch der Linken oder eines Vorgesetzten, sondern allein dem Land verpflichtet ist, wird ihm von der Presse Nähe zu Premierminister Dominique de Villepin zugeschrieben.
Zusammen mit anderen nahm er 1994 an der diskreten und unblutigen Verhaftung des Terroristen Ilich Ramírez Sánchez (allgemein unter dem Pseudonym Carlos bekannt) im Sudan und an der Befreiung verschiedener Geiseln im Libanon 1986, der Familie Valente in Libyen 1990 und der entführten Journalisten Christian Chesnot und Georges Malbrunot im Irak teil. Unvergessen ist sein Treffen mit Abu Nidal, das eine Serie von Anschlägen in Frankreich beendete. Er ist Autor verschiedener Beiträge zur arabischen Welt, so z. B. über den Irak 1995.
Philippe Rondot war mit der Koordination der Nachrichtendienste im Kabinett des Verteidigungsministeriums bis zum 31. Dezember 2005 verantwortlich. Er erhielt daher den Titel „Berater für die Nachrichtendienste und Spezialoperationen“ der Verteidigungsministerin Michèle Alliot-Marie.

## Affäre Clearstream II
Am Rande der richterlichen Untersuchung der als Clearstream II bezeichneten Affäre tauchte der Name Rondot auf. Rondot war Führungsoffizier von Imad Lahoud, der 2003 bei der DGSE als „freier Mitarbeiter“ eingeführt wurde. Imad Lahoud arbeitete bis zum Sommer 2003 an der Aufdeckung der dunklen Finanzquellen von Osama bin Laden. Dann stellte Rondot Lahoud dem Vizepräsidenten von EADS, Jean-Louis Gergorin vor. Im März 2003 traf Lahoud den Enthüllungsjournalisten Denis Robert, der ihn zu der Kontroverse um das internationale Luxemburger Clearing-House Clearstream interviewen wollte. Lahoud soll Robert dabei Computerlisten von Clearstream überlassen haben.
Im Rahmen dieser Affäre fanden Hausdurchsuchungen Ende März 2006 in der Pariser Wohnung und dem Zweitwohnsitz von Rondot in Nièves statt. Für seine Verwicklung in die Affäre gibt es keine Beweise.
Gemäß dem Wochenblatt Le Point vom 21. April 2006 stießen anlässlich der Durchsuchungen vom April 2006 in den Amtsräumen der Verteidigungsministerin Alliot-Marie die Polizisten unter der Leitung von Kommissar Christian Mirabel, dem Chef der nationalen Abteilung der Finanzpolizei (ähnlich der deutschen Steuerfahndung), auf Verteidigungsgeheimnisse. Darunter befand sich ein Bericht von Rondot von Ende 2003. In diesem Bericht befand sich eine Liste der Nutznießer von dunklen Konten bei Clearstream, die der Bericht letztlich als Tarnung wertete.
In einer Vernehmung durch die beiden Ermittlungsrichter sagte Rondot unter Eid aus, dass de Villepin am 9. Januar 2004 in seiner Amtszeit als Außenminister dem General den Auftrag zur Überprüfung der Listen vermeintlicher Auslandskonten von Clearstream erteilte, was von de Villepin nicht bestritten wird. Laut Rondot habe sich das Gespräch immer wieder auch um Sarkozy gedreht. Dabei habe de Villepin den Eindruck erweckt, im Auftrag und mit Wissen des Präsidenten Chirac zu handeln. „Le Monde“ druckte Rondots Aussage auf mehr als drei Zeitungsseiten ab und stellte nahezu die komplette 28 DIN-A4-Seiten umfassende Aussage Rondots ins Internet. Die satirische Wochenzeitung "Le Canard enchaîné" zitierte Rondot, wonach Chirac selbst bei einer japanischen Bank ein Guthaben von ca. € 45 Mio. unterhalten habe.

## Einzelnachweis
1. ↑  Le général Philippe Rondot, «maître espion», est mort